# Abd
Abd är ett arabiskt ord som betyder "tjänare" eller "slav" och som ofta används som personnamn i förening med någon av islams benämningar på Gud (Allah), till exempel Abdullah ("Guds tjänare").